# Omar Varela
Omar Varela (Montevideo, 15 de octubre de 1957- Montevideo, 6 de diciembre de 2022) fue un actor, director, traductor, profesor y dramaturgo uruguayo, fundador de la compañía teatral Italia Fausta.

## Biografía
Se radicó en Brasil, luego de haber formado parte del elenco estable de la Comedia Nacional. Egresado de la Escuela Multidisciplinaria de Arte Dramático de Montevideo. Dirigió obras y musicales como: Mi bella dama, Ópera do Malandro, ¿Quién le teme a Italia Fausta? (en cartel durante más de 10 años). Además, fue uno de los pioneros fundadores del teatro para niños en el Uruguay. Fue jurado en el talent-show uruguayo Yo me Llamo, en sus dos temporadas (2014, y 2015) transmitido por Teledoce. 
Fue ganador del Premio Iris y Premio Alas.
En 2016, AGADU lo homenajeó realizando una exposición llamada «Nuestros Autores» que proponía un recorrido por los 40 años de trayectoria.
Varela murió por complicaciones de la enfermedad de Parkinson el 6 de diciembre de 2022, a la edad de 65 años.

## Obras escritas (parcial)
- Un poco de suerte
- El mejor país del mundo (2008)
- Fue mi culpa, lo hice por amor (2007)
- El país de las maravillas (2004)
- No te vistas que no vas (2003)
- Estoy sola porque quiero
- Alcanzame la polvera (1992)